# Helmut Winterhager
Helmut Winterhager (* 14. Juni 1911 in Elberfeld; † 1. April 2002 in Aachen) war ein deutscher Hochschullehrer für Metallhüttenkunde und Elektrometallurgie sowie Rektor der RWTH Aachen.

## Leben und Wirken
Nach seinem Abitur studierte Winterhager ab 1930 Metallkunde an der Technischen Hochschule zu Aachen und schloss das Studium 1936 mit der Prüfung zum Diplomingenieur ab. Bereits ein Jahr zuvor wurde er Assistent von Paul Röntgen. Winterhager war einer seiner wichtigsten Mitarbeiter und unterstützte ihn bei seinen Forschungen auf dem Gebiet der elektrolytischen Metallgewinnung und der Raffination von Aluminium. Im Jahre 1939 promovierte er mit dem Thema: „Über die Löslichkeit von Wasserstoff in Aluminium und Magnesium“.
Anschließend nahm Winterhager im Auftrag des Instituts und zur Vertiefung seiner praktischen Erfahrungen bis 1942 seine Tätigkeit als Betriebs- und Versuchsingenieur beim Elektrowerk Weisweiler auf. Danach kehrte er wieder zur TH Aachen zurück, erhielt dort einen Lehrauftrag für Elektrothermie und wurde als Oberingenieur am Institut für Metallhüttenwesen übernommen. An diesem Institut führte Winterhager, der bereits im Mai 1933 als Truppführer der SA und ab 1937 der NSDAP beigetreten war, bis Kriegsende als Experte für Eisenlegierungen Arbeiten zu kriegsrelevanten Forschungsaufträgen für die Luftwaffe durch.
Nach Ende des Zweiten Weltkrieges und dem Durchlaufen des entsprechenden Entnazifizierungsverfahrens berief ihn die RWTH Aachen zum 1. Mai 1952 als ordentlichen Professor auf den Lehrstuhl für Metallhüttenkunde und Elektrometallurgie der Fakultät für Bergbau und Hüttenwesen. In dieser Position war Winterhager bis zu seiner Emeritierung im Jahre 1977 tätig; Nachfolger auf dem Lehrstuhl für Metallhüttenkunde war sein Schüler Joachim Krüger.  Winterhager leitete zwischenzeitlich von 1959 bis 1961 als Nachfolger von Herwart Opitz die Hochschule als deren Rektor. Während dieser Zeit verfasste er teilweise zusammen mit anderen Kollegen zahlreiche Fachaufsätze, die er mehrheitlich in den Bänden der Forschungsberichte von Nordrhein-Westfalen, herausgegeben vom Westdeutschen Verlag, publizierte. Darüber hinaus war Winterhager noch Mitglied der Deutschen Gesellschaft für Materialkunde.
Für seine Nachkriegsverdienste wurde Winterhager mit dem Titel eines Dr. h. c. geehrt sowie im Jahre 1986 "…in Anerkennung der großen Verdienste um die Rheinisch-Westfälische Technische Hochschule Aachen sowie für seinen noch immer währenden Einsatz für diese Hochschule und sein Bemühen um den Ausbau der Verbindungen zu auswärtigen Einrichtungen und Universitäten" zum Ehrensenator der RWTH ernannt.

## Werke (Auswahl)
- Siehe Weblink: ausführliche Publikationsliste in der DNB